# کشتو
کُشتو، روستایی است از توابع بخش شنبه و طسوج شهرستان دشتی استان بوشهر ایران.

## جمعیت
این روستا در دهستان شنبه قرار دارد و بر اساس سرشماری سال ۱۳۸۵ آمار رسمی جمعیت آن (۷ خانوار) ۴۲نفر می‌باشد.